# Adriana Asti
Pour les articles homonymes, voir Asti (homonymie).
Adelaide Este, dite Adriana Asti, est une actrice italienne de cinéma et au théâtre née le 30 avril 1931 à Milan (royaume d'Italie) et morte le 31 juillet 2025 à Rome (Italie).

## Biographie
Née en 1931,, Adriana Asti découvre le théâtre alors qu'elle est adolescente lorsqu'une troupe s'installe près du lieu de vacances où elle séjourne avec ses parents et que son directeur, Giorgio Strehler, lui propose d'intégrer la compagnie. Elle débute à 18 ans, à Milan, avant de rencontrer rapidement le réalisateur Luchino Visconti, le rival de Strehler, qui la dirige sur scène puis au cinéma.

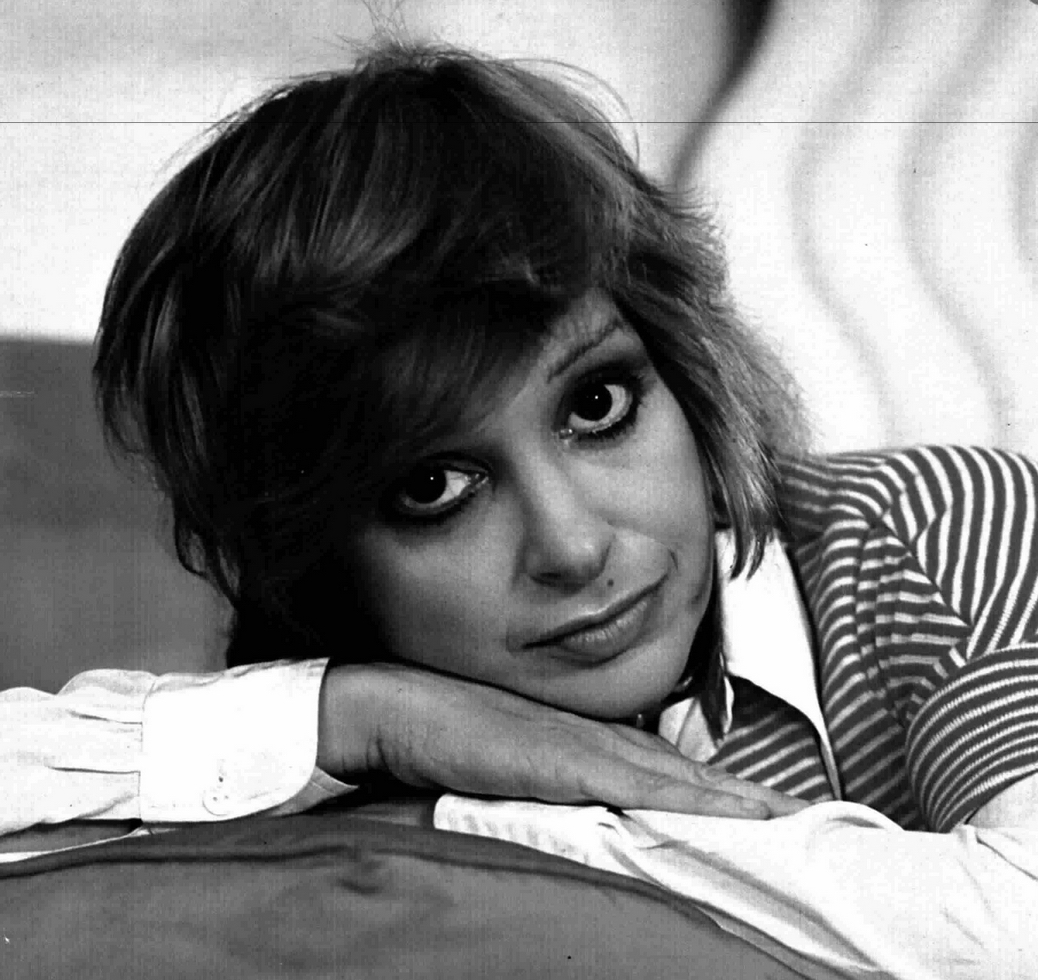
Adriana Asti en 1972 (magazine Radiocorriere).

Dans le milieu des années 1950, elle se marie une première fois avec Fabio Mauri, écrivain, dramaturge et plasticien italien. Leur mariage dure deux ans et demi, ils se séparent en juin 1958. Elle entretient des relations amicales avec Alberto Moravia, Natalia Ginzburg ou encore Pier Paolo Pasolini, jouant en 1961 dans le premier film de ce dernier, Accattone. Elle joue en 1964 dans le deuxième film, Prima della rivoluzione, d'un des assistants réalisateurs de Pasolini, Bernardo Bertolucci. En 1967, Adriana Asti et Bernardo Bertolucci se marient. Ils divorcent en 1972.
En 1973, elle rejoue sur les planches pour une mise en scène de Luchino Visconti, de la pièce d'Harold Pinter, C'était hier, un rôle dénudé. Ses partenaires, Valentina Cortese et Umberto Orsini, doivent la saupoudrer de talc avant chaque représentation. « On ne peut imaginer combien de fois je me suis déshabillée par la suite, au théâtre et au cinéma », dit-elle. En 1979, elle joue même dans un film érotique, Caligula, de Tinto Brass.
Des années 1970, elle confie : « J’étais très heureuse. Je me suis retrouvée dans un monde qui était le mien, je faisais enfin ce qui entrait dans la normalité, mes transgressions étaient partagées. Personne ne pouvait plus dire ni même penser ou savoir que j’étais folle ». Pendant cette période, elle joue notamment au cinéma dans Ludwig ou le Crépuscule des dieux de Visconti, au théâtre avec Copi, dans les Bonnes, puis Eva Perón, au théâtre toujours avec Luca Ronconi dans Orlando furioso, au cinéma avec Susan Sontag dans Duo pour cannibales, et au théâtre dans Comme tu me veux.
En 1980, elle se remarie avec Giorgio Ferrara, acteur, metteur en scène et directeur artistique. Elle continue dans les années suivantes à alterner théâtre et cinéma, y compris en 2012 au Festival de Spolète, dans des monologues de Jean Cocteau, La Voix humaine et Le Bel Indifférent, mis en scène par Benoît Jacquot. En 2019, elle interprète La Ballata della Zerlina d'Hermann Broch, dans l'adaptation de René de Ceccatty, sous la direction de Lucinda Childs.
Adriana Asti meurt à Rome le 31 juillet 2025, à l'âge de 94 ans.

## Filmographie

### Actrice de cinéma
- 1958 : Ville de nuit (Città di notte) de Leopoldo Trieste : Adriana
- 1959 : Débrouillez-vous ! (Arrangiatevi) de Mauro Bolognini

#### Années 1960
- 1960 : Rocco et ses frères (Rocco e i suoi fratelli) de Luchino Visconti : une employée de la blanchisserie
- 1961 : Accattone de Pier Paolo Pasolini : Amore
- 1962 : Cronache del '22 (it), segment Giorno di paga de Guidarino Guidi : Ninì
- 1962 : Le Désordre (Il disordine) de Franco Brusati : la mère d'Isabella et de Carlo
- 1964 : Prima della rivoluzione de Bernardo Bertolucci : Gina
- 1968 : I visionari de Maurizio Ponzi
- 1968 : Più tardi Claire, più tardi... de Brunello Rondi : Ruth
- 1968 : Caprice à l'italienne (Capriccio all'italiana), segment Che cosa sono le nuvole? de Pier Paolo Pasolini : Bianca
- 1969 : Disons, un soir à dîner (Metti una sera a cena) de Giuseppe Patroni Griffi : la belle-fille
- 1969 : Duo pour cannibales (Duett för kannibaler) de Susan Sontag : Francesca

#### Années 1970
- 1971 : Homo eroticus de Marco Vicario : Agnese Trescori
- 1972 : Mais qui donc porte la culotte ? (La schiava io ce l'ho e tu no) de Giorgio Capitani : Elena
- 1972 : Les Pages galantes de l'Arétin (Le notti peccaminose di Pietro l'Aretino) de Manlio Scarpelli : Nana
- 1972 : Mourir d'amour (D'amore si muore) de Carlo Carunchio
- 1972 : Anche se volessi lavorare, che faccio? de Flavio Mogherini : Pasquina
- 1972 : Ludwig ou le Crépuscule des dieux (Ludwig) de Luchino Visconti : Lila Von Buliowski
- 1973 : Ce cochon de Paolo (Paolo il caldo) de Marco Vicario : Beatrice
- 1973 : Amore e ginnastica (it) de Luigi Filippo D'Amico : Elena Diberni
- 1973 : Una breve vacanza de Vittorio De Sica : Scanziani
- 1974 : Il trafficone de Bruno Corbucci : Virginia
- 1974 : Preuves d'amour (La prova d'amore) de Tiziano Longo : la maîtresse de Gianni
- 1974 : Nipoti miei diletti de Franco Rossetti : Elisabetta Cenci Lisi
- 1974 : Le Fantôme de la liberté de Luis Buñuel : La dame en noir et la sœur du premier préfet
- 1975 : En 2000, il conviendra de bien faire l'amour (Conviene far bene l'amore) de Pasquale Festa Campanile : Irene Nobili
- 1975 : Zorro de Duccio Tessari : Tante Carmen
- 1975 : La Faille (Der Dritte Grad) de Peter Fleischmann : l'amie d'Ugo
- 1975 : Vertiges (Per le antiche scale) de Mauro Bolognini : Gianna
- 1976 : Un amore targato Forlì (it) de Riccardo Sesani : Mme Merlini
- 1976 : Chi dice donna, dice donna de Tonino Cervi, segment La donna erotica : Bargagli
- 1976 : L'Héritage (L'eredità Ferramonti) de Mauro Bolognini : Teta Ferramonti Furlin
- 1977 : Stato interessante de Sergio Nasca, troisième segment : Patrizia Ossobuco
- 1977 : Maschio latino cercasi de Giovanni Narzisi, segment Scambio made in Germany : Sisina
- 1977 : Black Journal (Gran bollito) de Mauro Bolognini : Palma
- 1978 : Un cœur simple (Un cuore semplice) de Giorgio Ferrara : Felicita
- 1979 : Caligula (Caligola) de Tinto Brass : Ennia

#### Années 1980
- 1980 : Action de Tinto Brass : Florence
- 1983 : Le Pétomane (Il petomane)
- 1989 : Les P'tits Vélos (Il prete bello) de Carlo Mazzacurati : Immacolata
- 1989 : Chimère de Claire Devers : La mère d'Alice

#### Années 1990
- 1995 : La Septième Demeure (Siódmy pokój) de Márta Mészáros : Augusta
- 1995 : Pasolini, mort d'un poète (Pasolini, un delitto italiano) de Marco Tullio Giordana : l'enseignante à la Casal del Marmo
- 1996 : Le Cri de la soie d'Yvon Marciano : Mme de Villemer
- 1997 : Mange ta soupe de Mathieu Amalric : la mère
- 1999 : Una vita non violenta de David Emmer (it) : la mère

#### Années 2000
- 2000 : Nag la bombe de Jean-Louis Milesi : la nonne
- 2002 : Il buma de Giovanni Massa : Matilde
- 2002 : Bimba: È clonata una stella (it) de Sabina Guzzanti : Fatima
- 2003 : Tosca e altre due (it) de Giorgio Ferrara : Iride
- 2003 : Nos meilleures années (La meglio gioventù) de Marco Tullio Giordana : Adriana Carati
- 2005 : Une fois que tu es né (Quando sei nato non puoi più nasconderti) de Marco Tullio Giordana
- 2008 : L'ultimo Pulcinella (it) de Maurizio Scaparro (it) : Marie

#### Années 2010
- 2011 : Impardonnables d'André Téchiné : Anna Maria
- 2014 : Pasolini d'Abel Ferrara : Susanna Pasolini
- 2015 : Journal d'une femme de chambre de Benoît Jacquot : la maquerelle
- 2018 : Nome di donna de Marco Tullio Giordana : Ines

### Actrice de télévision

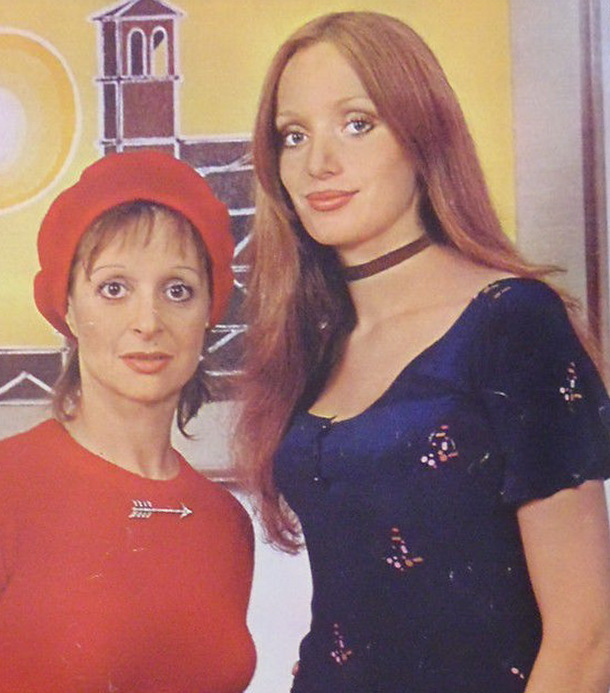
Adriana Asti et Delia Boccardo en 1971 sur le plateau du feuilleton '.

- 1967 : La fiera delle vanità (it) (feuilleton TV)
- 1971 : Come un uragano (it) (feuilleton TV)
- 1972 : I Nicotera (it) (feuilleton TV)
- 1995 : Il grande fuoco (it) (feuilleton TV)
- 1996 : Les Allumettes suédoises (feuilleton TV) : Victoria
- 1996 : Favola (TV)
- 1996 : Dans un grand vent de fleurs (feuilleton TV) : Madame Di Luca
- 1998 : Avvocati (série TV) : Clara
- 2007 : La Pluie des prunes de Frédéric Fisbach : Tina
- 2006 : Mes parents chéris de Philomène Esposito : Mme Amato

## Théâtre
- Elisabeth d'Angleterre de Bruckner, mise en scène Giorgio Strehler, Piccolo Teatro Milan
- Le Revizor de Nicolas Gogol, mise en scène Giorgio Strehler, Piccolo Teatro Milan
- Arlequin serviteur de deux maîtres de Carlo Goldoni, mise en scène Giorgio Strehler, Piccolo Teatro Milan
- Les Sorcières de Salem d'Arthur Miller, mise en scène Luchino Visconti
- Ange veille sur ma maison de Wolfe, mise en scène Luchino Visconti
- C'était hier d'Harold Pinter, mise en scène Luchino Visconti
- Teresa de Natalia Ginzburg, mise en scène Luchino Visconti
- Adriana Monti de Natalia Ginzburg
- Ce soir on improvise de Luigi Pirandello, mise en scène Vittorio Gassman
- Vêtir ceux qui sont nus de Luigi Pirandello, mise en scène Giuseppe Patroni Griffi
- Comme tu me veux de Luigi Pirandello, mise en scène Susan Sontag
- Se trouver de Luigi Pirandello, mise en scène Giorgio Ferrara
- La Veuve rusée de Carlo Goldoni, mise en scène Giorgio Ferrara
- Tosca et deux autres de Franca Valeri, mise en scène Giorgio Ferrara
- César et Cléopâtre de George Bernard Shaw
- Rosa Luxembourg de Luigi Squarzina
- Sainte Jeanne de George Bernard Shaw, mise en scène Luca Ronconi
- Roland Furieux de l'Arioste, mise en scène Luca Ronconi
- 1987 : La Locandiera de Carlo Goldoni, mise en scène Alfredo Arias, Théâtre de la Commune
- 1992 : Nina d'André Roussin, mise en scène Bernard Murat, Théâtre de la Gaîté-Montparnasse
- 1996 : Cher Professeur d'Adriana Asti, mise en scène Massimo Navone
- 1997 : Ashes to ashes d'Harold Pinter, mise en scène de l'auteur
- 1998 : Alcool, mise en scène Adriana Asti, avec Franca Valeri
- Teresa de Natalia Ginzburg, mise en scène Giorgio Ferrara, Petit Montparnasse
- Emma B. veuve Giocasta d’Alberto Savinio, mise en scène Pier Luigi Pizzi, Théâtre du Rond-Point
- 2000 : Ferdinando d’Annibale Ruccello, mise en scène Marcello Scuderi, Théâtre du Rond-Point
- 2003 : Stramilano, Adrianna Asti chante Milan depuis Paris, direction musicale Alessandro Nidi, Studio des Champs-Elysées
- 2007 : Stramilano, Adrianna Asti chante Milan depuis Paris, direction musicale Alessandro Nidi, Théâtre du Rond-Point
- 2010 : Oh les beaux jours de Samuel Beckett, mise en scène Bob Wilson, Théâtre de l'Athénée-Louis-Jouvet

## Publication

### Récit autobiographique
- Se souvenir et oublier : propos recueillis par René de Ceccatty, éditions Portaparole, 2011.

## Récompenses et distinctions
- 1974 : Ruban d'argent de la meilleure actrice dans un second rôle pour Una breve vacanza
- 1974 : Ruban d'argent de la meilleure actrice dans un second rôle pour L'Héritage
- 1993 : Premio Eleonora-Duse pour La Maria Brasca de Giovanni Testori
- 2004 : Ruban d'argent de la meilleure actrice pour Nos meilleures années (La meglio gioventù)